# Anders Behring Breivik
Far Skaldigrimmr Rauskjoldr av Northriki, tidigare Fjotolf Hansen (fil) mellan 2017 och mars 2025, född Anders Behring Breivik (fil) 13 februari 1979 i Oslo, är en norsk högerextrem, fängelsedömd terrorist och massmördare. Han utförde ensam terrorattentaten i Norge 2011, har erkänt och är dömd för brotten.
Den 22 juli 2011 sprängde Breivik en bomb i regeringskvarteret i Oslo, vilket resulterade i åtta dödsfall. Han sköt därefter ihjäl 69 personer på Arbeidernes ungdomsfylkings sommarläger på ön Utøya. Den 24 augusti 2012 dömde Tingsrätten Breivik till Norges hårdaste straff, 21 års forvaring, med möjlig frigivning efter tidigast 10 år. Forvaring är en norsk specialåtgärd för annars tidsbestämda straff. Det är ett straff som kan förlängas med fem år i taget efter att strafftiden gått ut, så länge personen fortfarande anses farlig för samhället.

## Biografi

### Uppväxtåren
Anders Behring Breivik föddes den 13 februari 1979. Breiviks far, Jens David Breivik (född 1935), var civilekonom och i flera år diplomat vid det norska utrikesdepartementet. Fadern hade flera uppdrag som ambassadråd och har även varit verksam inom den internationella organisationen OECD i Paris. Fadern bor sedan maj 2011 i Limoux i Frankrike som pensionär och har inte haft någon kontakt med sin son sedan 1995. Modern, Wenche Behring (4 november 1946–22 mars 2013), var sjuksköterska. Anders Behring Breivik har två halvbröder och två halvsystrar från föräldrarnas tidigare äktenskap. Föräldrarna separerade senare under 1979 och skilde sig 1980.
Redan 1981 blev familjen föremål för socialtjänstens intresse då Breiviks mor kontaktade dem. Under en kortare tid bodde Breivik hos en avlastningsfamilj på helgerna. I januari 1983 lades Breivik, hans mor och halvsyster in på Statens senter for barne- og ungdomspsykiatri under en månad. Breivik beskrevs som "passiv, ängslig och med ett påtagligt avvärjande leende". Psykologen föreslog att Breivik skulle placeras i fosterhem i syfte att "förebygga en allvarligt skev psykisk utveckling". Vid fyra års ålder blev Breivik sexualiserad, slagen och verbalt misshandlad av sin mor. Den verbala misshandeln utgjordes av frekventa yttranden från modern om hur hon önskade att Breivik var död. Psykologer har rapporterat att Breiviks mor redan under amningstiden beskrev sonen som klängig, aggressiv och hyperaktiv. I februari 1983 gick föräldrarnas skilsmässa formellt igenom och senare under året inledde fadern en vårdnadstvist om sonen, men vårdnaden tilldömdes modern. 1985 besökte Breivik sin far som vid denna tid bodde i Paris, den första kontakten de haft sedan Breivik var spädbarn. Runt 1990 inledde hans mor en relation med en man som kom att fungera som Breiviks styvfar under cirka tolv års tid. Samma år flyttade Breiviks biologiske far hem till Norge och under fem år besökte Breivik sin far regelbundet, även om de aldrig fick någon närmare emotionell kontakt. 1994 polisanmäldes Breivik vid två tillfällen för att ha klottrat och då använt signaturen "Morg". Han anmäldes till socialtjänsten och det framkom att han under en tid varit aktiv i graffitimiljöer, men blivit utfrusen för att ha tipsat polisen om aktiva klottrare. Under 1995 upphörde kontakten mellan Breivik och hans biologiske far; modern har hävdat att det var Breiviks far som bröt kontakten efter att Breivik gripits för vandalisering, medan fadern hävdade att det var Breivik själv som upphörde att höra av sig till fadern. 1997 slutade Breivik skolan, Oslo Handelsgymnasium, i förtid.

### Vuxenlivet
Breivik frikallades från värnplikt i norska försvarsmakten och har ingen militär bakgrund. Enligt det norska försvarsdepartementet, som förrättade mönstringen, bedömdes han vara olämplig för värnplikt.
1998 grundade han tillsammans med en kamrat företaget Behring & Kerner Marketing i syfte att sälja datorer och programvaror. Två år senare, 2000, startade han företaget Media Group A/S med lokaler på Nedre Slottsgate i Oslo, där han delade lunchrum med advokaten Geir Lippestad som senare skulle bli hans försvarsadvokat. 2002 började han sälja falska utbildningsbevis, främst till amerikanska kunder, en verksamhet som ska ha gett honom förtjänster om cirka sex miljoner norska kronor. Samma år besökte han Liberia, enligt egen utsago för att träffa en serbisk legosoldat som varit en av grundarna till en organisation som gick under namnet "Knights Templar Europe". Vittnesmål hävdade att Breiviks syfte med resan var att handla med diamanter, men att försöket misslyckats och han blivit hotad till livet. 2005 grundade Breivik bolaget E-Commerce Group A/S som fortsatte handeln med falska utbildningsintyg. I mars 2005 reste Breivik till Vitryssland, enligt egen utsago för att utbilda sig vid ett träningsläger för terrorister, men polisen ansåg att han besökte landet i syfte att träffa en kvinna han mött på internet. Under samma år talade Breivik sista gången i telefon med sin biologiske far innan deras kontakt upphörde för gott.
2008 begärdes E-Commerce Group i konkurs. I maj året efter, 2009, startade han företaget Breivik Geofarm med syftet att odla grönsaker, meloner, rotfrukter och lökväxter. Under 2009 publicerade han omfattande kommentarer på webbplatsen Document.no, inlägg som huvudsakligen handlade om trossatser, marxism och mångkulturalism. Senare under året deltog han i ett stiftelsemöte för en stödförening till Document.no och kontaktade också redaktören för webbplatsen med förslag till hur man skulle kunna kommersialisera driften eller starta en ny webbplats med kulturkonservativ profil. Redaktionen gjorde vissa efterfrågningar om Breivik och nekade sedan samarbete eftersom man ansåg att han inte kunde ses som en seriös aktör.

### Politiskt och religiöst engagemang
Breivik var engagerad i Fremskrittspartiet och dess ungdomsförbund FPU från 1997 till 2007, som ordförande för lokalavdelningen Oslo Vest från januari 2002 till oktober 2002 och som styrelsemedlem i samma avdelning från oktober 2002 till november 2004. Hans medlemskap i partiet förföll 2007 på grund av obetalda medlemsavgifter. Breivik har även varit medlem på det högerextrema forumet Nordisk.nu. Breivik var medlem av frimurarlogen Søilene ("Pelarna"), en Johannesloge i Oslo. Efter dådet uteslöts Breivik. Han beskrev sig 2011 som kristen i kulturellt avseende, men att han saknar en personlig gudsrelation. Han menade 2015 att han ber till Oden och alltid har föraktat den svaghet och internationalism som kristendomen representerar.
Breiviks högerextrema och militanta ideologi beskrivs i ett kompendium av texter med titeln 2083 – A European Declaration of Independence, en text som distribuerades digitalt av Breivik samma dag som attackerna utfördes. I kompendiet lägger Breivik ut sin världsåskådning, som innehåller stöd för kulturkonservatism, ultranationalism, högerpopulism, islamofobi, sionism, antifeminism och vit nationalism. Kompendiet uttrycker också stöd för paramilitära grupperingar, såsom den serbiska gruppen Skorpionerna. Islam och kulturmarxism ses som fienden, och kompendiet argumenterar mot den våldsamma utbredningen av "Eurabien" och mångkulturalismen, samt för deporteringen av alla muslimer från Europa (vilken kulminerar 2083) för att bevara europeisk kristendom. Breivik skrev att det främsta motivet för hans handlingar den 22 juli var att marknadsföra manifestet. Materialet, som publicerades under pseudonymen Andrew Berwick, omfattar även en dagbok och en biografi. Merparten av den biografiska informationen i dokumentet är obekräftad.

## Terrorattentaten

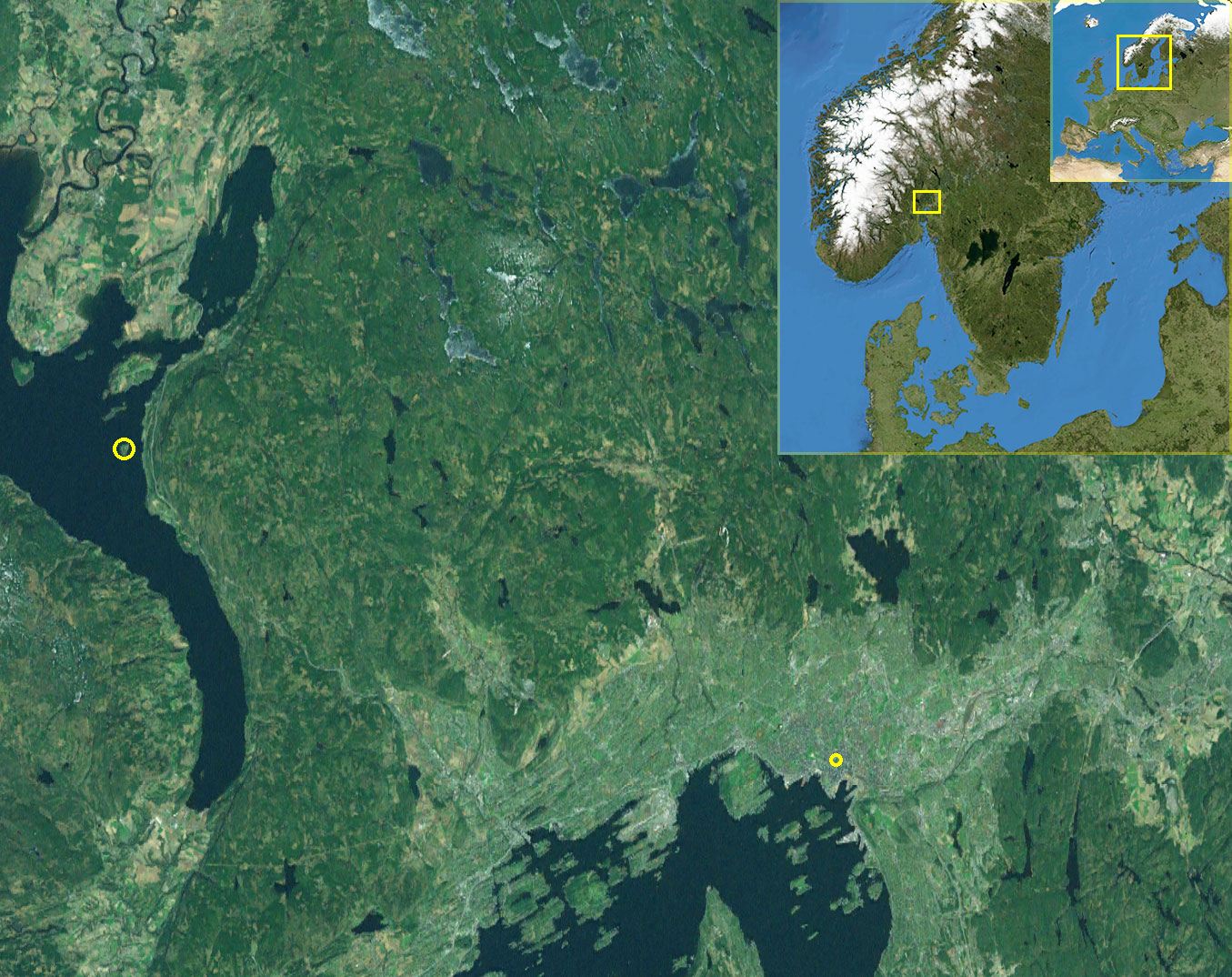
Attentaten ägde rum i Oslo och på Utøya.

### Förberedelser
I september 2010 köpte Breivik 30 liter modellflygbränsle från olika leverantörer. Bränslet innehöll nitrometan, som kan användas för tillverkning av sprängämnen. I december 2010 fick den norska säkerhetspolisen PST ett tips om att Breivik köpte mindre mängder aluminiumpulver och natriumnitrat från polska leverantörer. Tipset följdes aldrig upp eftersom Breivik tidigare inte uppmärksammats av myndigheten.
Några av Breiviks planer blev aldrig iscensatta, som sprängningen av kärnkraftverket i Halden och övertagandet av NRK för propaganda. Breivik menar att han konstruerat täckhistorier för att dölja sina verkliga planer, som att ett besök i Liberia handlade om diamanter, och att den nya gården skulle användas till odling av sockerbetor.
I april 2011 hyrde Breivik en skåpbil, en Fiat Doblò, och samma månad skrev han på ett hyreskontrakt för Vålstua gård i Åmot kommun i Hedmark fylke. I slutet av april beställde Breivik sex ton konstgödsel och i maj inledde han arbetet med att framställa ett sprängämne. Den 13 juni 2011 gjorde Breivik en första provsprängning och den 4 juli köpte han 180 patroner av kaliber .223 Winchester (5,56 millimeter). Den 15 juli hyrde Breivik en Volkswagen Crafter. Den 21 juli besökte Breivik Vålstua gård efter att ha parkerat skåpbilen hos sin mor i Oslo.

### Attentaten

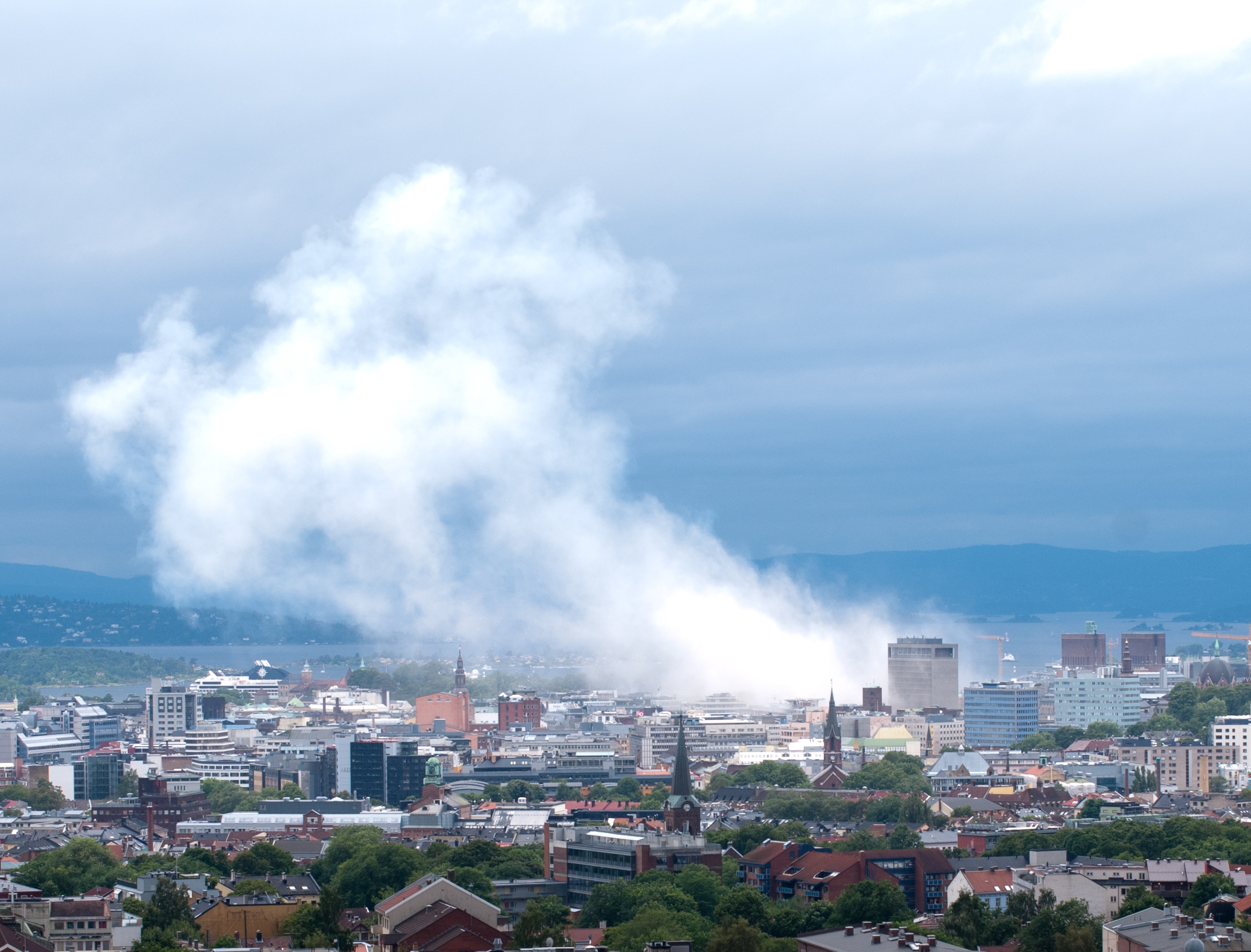
Oslo den 22 juli 2011.

På eftermiddagen den 22 juli 2011 utlöste Breivik en kraftig bomb i regeringskvarteren i Oslo centrum. Åtta personer omkom och minst femton personer skadades. Stora delar av centrala Oslo evakuerades. Därefter tog sig Breivik till ett sommarläger för Arbeidernes Ungdomsfylking på Utøya där han, klädd i polisuniform, utgav sig för att vara polis och att ha anlänt för en rutinkontroll av säkerheten. Han försökte samla deltagarna innan han tog fram en pistol och ett gevär och öppnade eld mot dem. De som inte dödades flydde, men Breivik följde efter somliga av dem och tog sig relativt metodiskt runt ön under ständigt förnyad skottlossning. Vid denna tidpunkt fanns inga poliser på plats och trots att flera deltagare ringde vänner och anhöriga via mobiltelefoner eller ringde polisen direkt, blev polisinsatsen fördröjd på grund av öns något isolerade läge. Breivik sköt 69 personer till döds, varav 55 under 20 års ålder. En av de döda drunknade under försök att simma till fastlandet. Minst 110 personer sårades. Breivik greps av polis på ön klockan 18.35 lokal tid; han överlämnade sig utan att göra motstånd. Han häktades tre dagar senare av Oslo tingsrätt. Breivik hade licens för tre vapen, en pistol av märket Glock för att användas på den skytteklubb i vilken han var medlem, ett halvautomatiskt gevär av märket Ruger för jakt samt ett hagelgevär.

## Rättegången

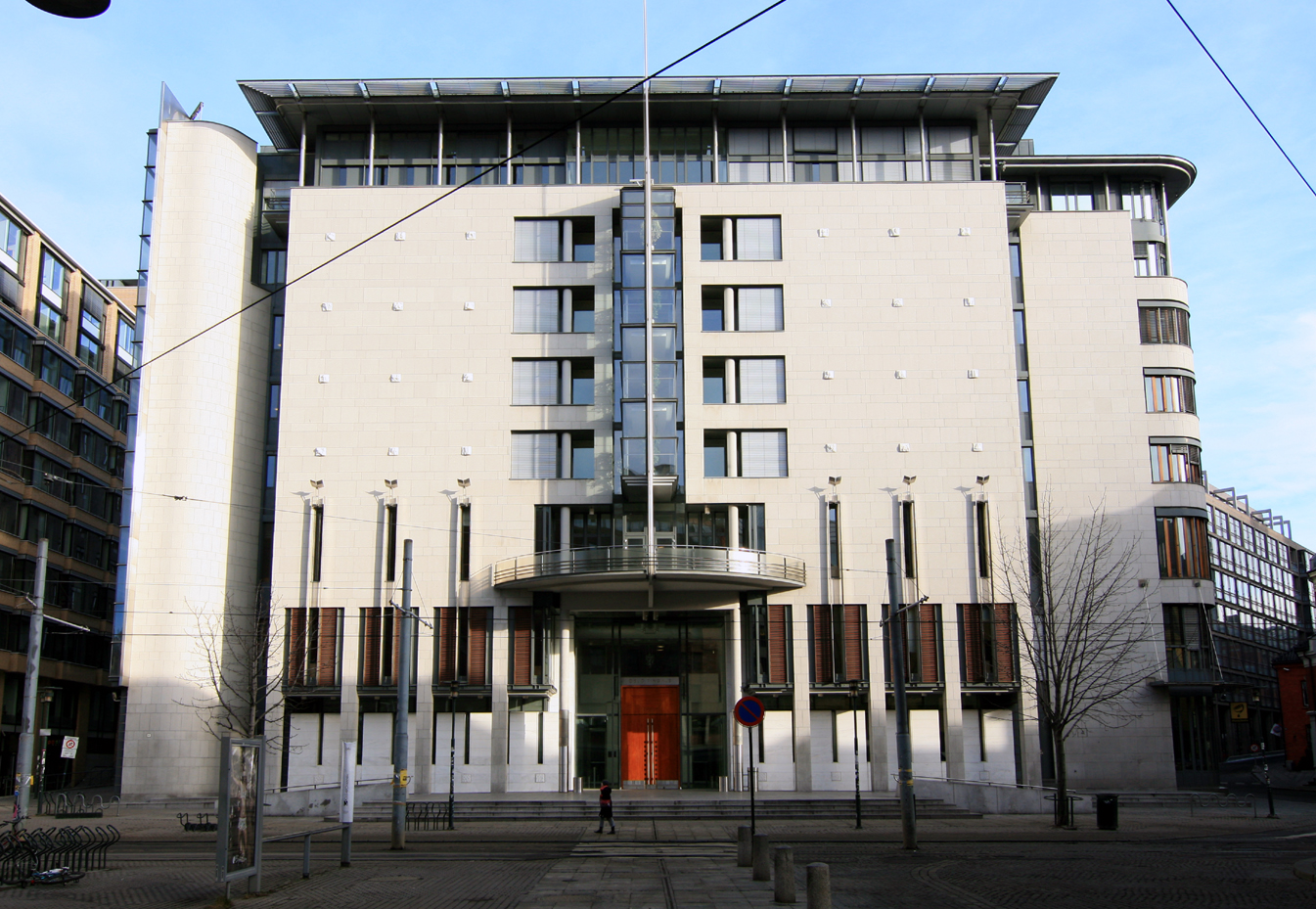
Oslo tingshus.

Den 16 april 2012 inleddes rättegången vid Oslo tingsrätt. Åklagare var statsadvokaterna Svein Holden och Inga Bejer Engh. Domare var Wenche Elizabeth Arntzen och Arne Lyng. Försvarsadvokater var Geir Lippestad och Vibeke Hein Bæra. Rättegången, som beräknades vara i nästan 10 veckor, präglades av ett massivt medieuppbåd från hela världen.
Breivik diagnostiserades i inledningsfasen av rättsprocessen med paranoid schizofreni, då Breivik, enligt rapporten, agerade kompulsivt baserat på vanföreställningar och en inbillad tankevärld. Breivik ska bland annat ha anspelat på sig själv som en framtida regent av Norge i samband med en kupp genomförd av en organisation inspirerad av Tempelherreorden. I sin roll som regent ska Breiviks idéer bland annat ha inkluderat att organisera norrmännen i reservat med syftet att genomföra kontrollerad fortplantning. Andra psykiatriker har en annan uppfattning om huruvida Breivik är psykotisk eller schizofren, och den 13 januari 2012, efter omfattande påtryckningar från allmänheten, beordrade Oslo tingsrätt en andra expertpanel att utvärdera Breiviks mentala hälsa. Den 10 april 2012 publicerades den andra psykiatriska utvärderingen, där det konstaterades att Breivik inte var psykotisk under attackerna och att han inte var psykotisk under utvärderingen; snarare ansågs han vara en extrem narcissist.
Enligt Breiviks advokater deltar Anders Behring Breivik, under sin fängelsevistelse, i en omfattande korrespondens. Breivik hävdar att han har kontakt med personer inom "den antikommunistiska motståndsrörelsen", som tillsammans står bakom ett 50-tal attentat i Europa sedan andra världskriget. Breivik har skrivit och skickat långa brev till två mordåtalade, svensken Peter Mangs och tyskan Beate Zschäpe. I polisförhör ska Breivik ha hävdat att han "jobbar med att kontakta både Peter och Beate för att erbjuda dem moraliskt stöd i deras rättssak. Jag tänker applådera dem som nationalhjältar i Sverige och Tyskland samt ge dem tillgång till mitt revolutionära nationalistiska stödnätverk". Den 24 augusti 2012 dömde tingsrätten Breivik till norsk lags hårdaste straff, 21 år i fängelse. Det finns möjlighet att hålla Breivik i förvaring efter att straffet har gått ut om han fortfarande skulle anses farlig för samhället. Breivik valde att inte överklaga fängelsedomen.

## Breiviks stämning av Kriminalomsorgen
Den 15 mars 2016 inleddes rättegångsförhandlingar beträffande Breiviks stämning av Kriminalomsorgen. Svarande var Justis- og beredskapsdepartementet, under vilket Kriminalomsorgen sorterar. Rättegången, som hölls i Skien-fängelsets gymnastiksal, beräknades ta fyra dagar. Breivik hävdade att hans isolering i fängelset kränkte hans mänskliga rättigheter, samt att han utsattes för förnedrande behandling i och med att han kroppsvisiterades varje dag och fick sin cell genomsökt regelbundet, även nattetid. Efter att i rättssalen ha blivit befriad från sitt handfängsel, gjorde Breivik Hitlerhälsning.
Den 20 april 2016 avkunnade Oslo tingsrätt sin dom i målet och slog fast att kriminalomsorgens isolering av Breivik hade kränkt hans rättigheter och brutit mot Europakonventionens förbud mot tortyr och kränkande behandling. Avgörande för tingsrättens beslut var den bristfälliga motiveringen till isoleringen, isoleringens längd, de omfattande restriktionerna samt de begränsade möjligheterna att överklaga isoleringsbeslutet.
Tingsrättens dom revs upp i mars 2017 efter hovrättsförhandlingar i januari 2017. Hovrätten ansåg att det inte var klarlagt att Breivik har tagit skada av isoleringen i fängelset. Dock sade domstolen att Breivik bör få ökade sociala kontakter med till exempel medfångar. Efter att Breivik överklagat hovrättsdomen beslutade Högsta domstolen att inte bevilja prövningstillstånd. Breivik väckte därefter talan mot norska staten i Europadomstolen och gjorde gällande att förhållandena i fängelset utgjort en kränkning av hans rättigheter enligt artiklarna 3 och 8 i Europakonventionen, men Europadomstolen beslutade den 29 maj 2018 att avvisa hans ansökan såsom uppenbart ogrundad.